# Careen Pilo
Careen Pilo, de son nom Carine Pilo Selangai est une romancière et diplomate camerounaise, née le 4 septembre à Yokadouma dans la région de l’Est du Cameroun.

## Biographie
Née le 4 septembre à Yokadouma dans la région de l’Est du Cameroun, Carine Pilo poursuit ses études primaires et secondaires à Maroua, Mbalmayo, Nkongsamba et Bertoua.
En 2001, elle entre à l’Université de Dschang où elle sort en 2004 nantie d’une licence en droit.
En 2006, elle obtient une maîtrise en droit public à l’Université de Yaoundé 2. Deux ans après (2008) elle entre à l’Institut des relations internationales du Cameroun (IRIC) d’où elle sortira en 2011 bardée d’un Master 2 en relations internationales, option diplomatie.
Elle continue ses études plus tard à l’université de Hankuk des études étrangères à Séoul en Corée du Sud où elle obtiendra un master en développement international en 2015.
De 2011 à 2017, elle a été cadre en service à la division des Affaires juridiques et des traités au ministère des Relations extérieures du Cameroun.
En 2017, Carine Pilo obtient un Master en droit international et comparé de l’environnement à l'Université de Limoges en France.
Depuis janvier 2023, elle est deuxième conseiller à l'ambassade du Cameroun à Rome (Italie)

## Œuvres
Careen Pilo est l’auteure de plusieurs romans :
- Sous le charme d’une prostituée, Paris, L'Harmattan, « Écrire l'Afrique », 2009  (ISBN 9782296086302)[4]
- Prévention des conflits et construction de la paix: le pnud en rdc, Allemagne, Universitaires Européennes, 2012  (ISBN 9786131599552)[5]
- Quand l’espoir se réveille…, Paris, L’Harmattan, 2013  (ISBN 9782336009209)[6]
- Les vagues tumultueuses de l’amour, Série lettres camerounaises, Paris, L'Harmattan, 2015  (ISBN 9782343068763)[7]
- Les marées affriolantes de l’amour, recueil de nouvelles, Yaoundé, Editions Schabel, mai 2019  (ISBN 9789956637478)[8]